# Genyagnus monopterygius
Genyagnus monopterygius är en fiskart som först beskrevs av Schneider, 1801.  Genyagnus monopterygius ingår i släktet Genyagnus och familjen Uranoscopidae. IUCN kategoriserar arten globalt som livskraftig. Inga underarter finns listade i Catalogue of Life.